# Mortu Nega – Vom Tod verschmäht
Mortu Nega – Vom Tod verschmäht ist ein historischer Film aus dem 1988 von Flora Gomes, einem Regisseur aus Guinea-Bissau. Mortu Nega ist Gomes erster Spielfilm und der erste Film, der im unabhängigen Guinea-Bissau produziert wurde. Der Film ist die erste Ethnofiktion, die die Erfahrungen des Unabhängigkeitskrieges von Guinea-Bissau zeigt. Dieser Film verbindet Zeitgeschichte mit afrikanischer Mythologie. Seine Weltpremiere fand am 29. August 1988 bei den Filmfestspielen in Venedig statt.

## Handlung
1973: Diminga begleitet eine Gruppe getarnter Soldaten, die sich einen Weg durchs Buschland bahnen, um Vorräte zu einer Kriegsfront in der Nähe von Conakry zu transportieren, an der Dimingas Ehemann Sako kämpft. Das Land ist ruiniert und überall gibt es Tote. Hoffnung ist das, was das Leben lebenswert hält. In dem Lager, in dem sie Sako trifft, hat Diminga nicht viel Zeit, seine Gesellschaft zu genießen. Die Rebellen gewinnen an Boden und sind sich sicher, dass sie den Sieg erringen werden.
1974–1977: Das Ende des Krieges ist nicht wirklich ein Ende. Im ganzen Land herrscht eine große Dürre und die Lebensumstände sind weiterhin schwierig. Zwar wird dort, wo Diminga lebt, das Ende des Krieges groß gefeiert. Doch die Dürre hält an, Diminga hat einen kranken Ehemann und andere Kämpfe beginnen, vor allem um Rationen.
Der Film ist nach den Worten des Regisseurs eine afrikanische Parabel. Die Kolonien erlangten ihre Unabhängigkeit und beseitigten den portugiesischen Kolonialismus. Eine Frage, die sich stellt, betrifft die Zukunft Afrikas. Wie Flora Gomes vorschlägt, kann Afrika nicht ohne seinen Glauben, seine Mythen, seine Philosophie und seine Kultur überleben.

## Rezension
Das Jahr der Filmpremiere 1988 „markiert nicht nur den 25. Jahrestag der Unabhängigkeit Guinea-Bissaus und die Ermordung seines Führers Amílcar Cabral, sondern auch das Jahr, in dem das Land durch einen brutalen Bürgerkrieg praktisch vernichtet wurde“, so Teresa Ribeiro, Journalistin bei Voice of America. Der Film ist laut ihr eine „Elegie, nicht für die Opfer des Befreiungskrieges, sondern für seine Überlebenden“.
Mortu Nega – Vom Tod verschmäht ist laut René Marx (Pariscope, 14. März 1990) zu einem Kultfilm geworden, der „keine Ideologien oder Moral hat. Es ist eine Liebesgeschichte: nervös, fleischlich, sensibel“.